# Sophus Hansen
Sophus Peter Hansen (ur. 16 listopada 1889 w Kopenhadze, zm. 19 lutego 1962 tamże) – duński piłkarz występujący podczas kariery na pozycji bramkarza.
Srebrny medalista z Letnich Igrzysk Olimpijskich 1912 ze Sztokholmu. Dania przegrała dopiero w finale z Wielką Brytanią. Na igrzyskach startował także z drużyną 8 lat później na zawodach w Antwerpii, lecz tam odpadli już w pierwszej rundzie w meczu z Hiszpanią.
Całą karierę klubową spędził w Boldklubben Frem. Po jej zakończeniu został sędzią piłkarskim.